# Arne Pedersen
Arne Pedersen (Fredrikstad, 1 de noviembre de 1931 - ibídem, 16 de noviembre de 2013) fue un entrenador y jugador de fútbol profesional noruego que jugaba en la demarcación de delantero.

## Biografía
Arne Pedersen debutó como futbolista profesional en 1950 a los 19 años de edad con el Fredrikstad FK. Jugó un total de 16 temporadas en el club, llegando a marcar 121 goles en 238 partidos jugados. Además ganó la Tippeligaen en 1951, 1952, 1954, 1957, 1960 y en 1961; y la Copa de Noruega en 1957, 1961 y en 1966. En 1966 se retiró como futbolista profesional. En 1971, el Fredrikstad FK, único club con el que jugó como jugador, le fichó como entrenador para las dos temporadas siguientes.
Arne Pedersen falleció el 16 de noviembre de 2013 en Fredrikstad a los 82 años de edad.

## Selección nacional
Arne Pedersen jugó un total de 40 partidos para la selección de fútbol de Noruega en los que marcó once goles Hizo su debut en noviembre de 1957 en un partido amistoso contra Hungría. Además ayudó al equipo en la Clasificación de UEFA para la Copa Mundial de Fútbol de 1966 en un partido contra Yugoslavia.

## Clubes
| Club           | País    | Año         | Partidos | Goles |
| -------------- | ------- | ----------- | -------- | ----- |
| Fredrikstad FK | Noruega | 1950 - 1966 | 238      | 121   |

## Palmarés
- Tippeligaen (6): 1951, 1952, 1954, 1957, 1960 y 1961
- Copa de Noruega (3): 1957, 1961 y 1966